# Enrique Padilla
Enrique Padilla (12 giugno 1890 – ...) è stato un giocatore di polo argentino.
Ha vinto la medaglia d'oro nel polo ai Giochi olimpici di Parigi 1924.